# عملیات سلطان ۱۰
عملیات سلطان ۱۰ نام عملیات نیروی هوایی ارتش جمهوری اسلامی ایران در ۷ آبان ۱۳۵۹ است که در آن ۶ فروند اف-۴ فانتوم ۲ با پشتیبانی و اسکورت ۲ فروند اف-۱۴ تام کت از اسکادران سی و دوم و سی و سوم که هرکدام دارای ۱۲ بمب ام کی۸۲ بودند، به پایگاه هوایی الحریه نزدیک موصل در شمال عراق حمله کرده و پس از انجام عملیات با موفقیت به پایگاه خود بازگشتند.

## انگیزهٔ عملیات
در اواخر مهر ماه سال ۱۳۵۹ فرماندهان پایگاه یکم شکاری ایران اطلاعات دقیقی دربارهٔ استقرار چهل و هفت تکنسین فرانسوی و چندین جنگندهُ میراژ اف۱سی در پایگاه هوایی الحریه نزدیک موصل در شمال عراق به دست آوردند. این پرسنل و هواپیماها در محل مستقر شده بودند تا خلبانان عراقی را برای خلبانی میراژ اف۱ ئی کیو آموزش دهند. این جنگنده‌ها را عراق در سال ۱۳۵۶ سفارش داده بود و اکنون آمادهٔ تحویل به عراق بود.
از این رو نیروی هوایی ایران عملیاتی را برای حمله در عمق خاک عراق طراحی کرد که عملیات سلطان ۱۰ نامیده شد. در این عملیات تعداد قابل توجهی اف-۴ که به وسیلهٔ اف-۱۴ها اسکورت می‌شدند قرار بود در عمق سیصد کیلومتری شمال عراق عملیاتی را انجام دهند. افراد کلیدی در این برنامه سرهنگ افشار و سرگرد شوقی بودند.

## روند عملیات
شش فروند اف-۴ئی از اسکادران سی و دوم و سی و سوم که هرکدام دارای دوازده بمب ام کی۸۲ بودند قرار بود به جای نفوذ از شرق، از شمال به خاک عراق نفوذ کرده و به موصل حمله کنند. طبق این برنامه هواپیماهای ایران می‌توانستند از دوازده سایت سام-۲، سام-۳ و سام-۶ در شرق و جنوب موصل و همچنین از دو فروند میگ-۲۱ که در شرق گشت می‌زدند عبور کنند. با وجود این، فانتوم‌های ایران به خاطر حمل تعداد زیادی بمب سنگین شده بودند و نیاز به سوخت‌گیری هوایی داشتند تا بتوانند به خانه بازگردند؛ بنابراین دو فروند هواپیمای تانکر از پایگاه یکم شکاری همراه آنان مأمور پرواز به عمق خاک عراق شد. دو فروند اف-۱۴ نیز از اسکادران هشتاد و یکم از آنان پشتیبانی می‌نمودند. این مأموریت یکی از معدود مأموریت‌هایی بود که تانکرهای کی سی-۷۰۷ و اف-۱۴ها اجازه یافتند تا وارد آسمان عراق شوند. برای اطمینان از این که عراقی‌ها و تکنسین‌ها و نیروهای فرانسوی حاضر در پایگاه با این حمله غافلگیر شوند باید همهٔ هواپیماهای درگیر در این عملیات پس از عبور از ترکیه وارد آسمان عراق می‌شدند. این تنها عملیاتی نبود که ایرانیان از آسمان ترکیه برای حمله سود می‌بردند.
هواپیماهای اف-۴ باید در میدان دید همدیگر قرار می‌گرفتند و هدف‌های خود را در عراق بمباران می‌کردند. اف-۱۴ها باید در کنار تانکرها باقی می‌ماندند؛ زیرا اگر هر دو تانکر از دست می‌رفت. همه چیز از دست رفته بود.
سرهنگ افشار دستور داده بود که عملیات باید در سکوت کامل رادیویی انجام شود. سه فروند هواپیمای سوخت‌رسان (یک فروند ذخیره)، هشت فروند فانتوم (دو فروند ذخیره) و سه فروند اف-۱۴ (یک فروند ذخیره) از پایگاه دوم شکاری در نزدیکی تبریز پیش از سپیده دم هفتم آبان ماه از باند برخاستند و در جنوب ارومیه به هم ملحق شدند و در پناه کوه‌های زاگرس از دید رادارهای پیش اخطار عراقی پنهان ماندند.
پیش از عبور از مرز ترکیه، تانکر سوم به همهٔ جنگنده‌ها سوخت داده و در حالی که یک فروند اف-۴ئی و اف-۱۴ آن را اسکورت می‌کردند به پایگاه بازگشت. گروه در سکوت رادیویی به راه خود ادامه داد و از مرز ترکیه گذشت. ترک‌ها دست کم یک بار گروه عملیات را روی رادارهای خود مشاهده کردند ولی تصمیم گرفتند واکنشی نشان ندهند. گروه از طریق آسمان ترکیه وارد خاک عراق شد و از میان کوه‌های سنجار بدون این که شناسایی شود گذشت. همهٔ جنگنده‌ها یک بار دیگر سوخت‌گیری کردند و فانتوم‌ها با عبور از شهرهای دهوک و عقره به سوی هدف روانه شدند.
هر دو فروند تانکر سوخت‌رسان در ارتفاع پایین بر فراز دشت‌های دهوک باقی‌ماندند و دو فروند اف-۱۴ نیز از آن‌ها مراقبت می‌نمودند و رادارهای نیرومند ای دبلیو جی-۹ خود را به نوبت به کار می‌بردند و منتظر بازگشت فانتوم‌ها بودند.
دستهُ حمله به وسیلهٔ سرگرد شوقی (سلطان ۱) رهبری می‌شد. او با کمترین مشکل به هدف نزدیک شده و با دقت هدف را بمباران کرد. تامکت‌ها سپس متوجه هواپیماهای رهگیر عراقی شدند که در فاصلهٔ هفتاد کیلومتری تانکرها در حال پرواز به سوی منطقه‌ای میان تانکرها و فانتوم‌ها بوند.
سرنشینان تامکت متوجه شدند که این هواپیماهای رهگیر چهار فروند میگ-۲۳ هستند. از آن جایی که سوخت در این عملیات امری حیاتی بود و اف-۴ها در این عملیات بدون موشک هوا به هوا بودند سرهنگ افشار به سروان صدقی (سلطان ۷) و سروان طیبی (سلطان ۸) که خلبان‌های دو فروند اف-۱۴ بودند دستور داد تا میگ-۲۳ها را رهگیری کرده و پیش از درگیری آن‌ها با فانتوم‌ها آن‌ها را نابود کنند.
تامکت‌ها فوراً به سوی جنوب پرواز کردند و تا ارتفاع پانزده هزار پایی اوج گرفتند. صدقی و طیبی با چک کردن سیستم خود متوجه شدند که عراقی‌ها متوجه آن‌ها نشده‌اند. پس ارتفاع خود را تا بیست هزار پایی افزایش دادند. از این ارتفاع چند گزینه برای حمله وجود داشت.
سلطان ۷ مسلح به دو ایم-۵۴ فینیکس، سه ایم-۷ اسپارو و دو ایم-۹ سایدوایندر بود. سلطان ۸ نیز مسلح به شش ایم-۷ و دو ایم-۹ بود. تامکت‌ها دارای موشک‌هایی با برد طولانی بودند و همچنین شرایط جنگی بهتری نسبت به میگ‌ها داشتند ولی موقعیت آن‌ها در گرو این بود که عراقی‌ها خیلی زود متوجه آن‌ها نشوند و جنگنده‌های بیشتری را به دنبال آن‌ها نفرستند تا فانتوم‌ها سوخت‌گیری کرده و همهٔ گروه با ایمنی از خاک عراق خارج شوند.
تامکت‌ها ارتفاع خود را تا بیست و دو هزار پایی افزایش دادند. در فاصلهٔ ۵۶ کیلومتری از جنگنده‌های عراقی رادار ای دبلیو جی-۹ صدقی رد آن‌ها را گرفت. جنگنده‌های عراقی به صورت دو جفت در حال پرواز بودند. نخستین هدف قرار بود جفت رهبری‌کنندهٔ گروه باشد. صدقی دستور داد تا پارازیت‌گیرهای هر دو اف-۱۴ روشن باشد؛ ولی سیستم هواپیمای خود اندکی پس از فعال شدن مشکل پیدا کرد و سیستم پارازیت گیر طیبی می‌بایست هر دو هواپیما را پوشش دهد. در فاصلهٔ سی و سه کیلومتری صدقی به کابین عقب خود گفت که‌ایم-۵۴های خود را در حالت آمادهٔ شلیک قرار دهد. نخستین ایم-۵۴ شلیک شد و به سوی میگ عراقی که در ارتفاع سی هزار پایی در حال پرواز بود پرواز کرد. هشت ثانیه بعد فینیکس دوم شلیک شد. خلبانان میگ مستقیماً در حال پرواز بودند و هنوز متوجه تامکت‌هایی که داشتند به آن‌ها نزدیک می‌شدند نبودند. در حالی که اف-۱۴ها رد ایم-۵۴های خود را می‌گرفتند پیام رادیویی از سلطان ۹ دریافت شد مبنی بر این که میگ‌ها در جریان حمله به پایگاه هوایی الحریه قرار گرفته‌اند و به آن‌ها دستور داده شده که اف-۴های ایرانی را رهگیری کنند. میگ‌های عراقی در حال دور زدن بودند که نخستین موشک به میگ-۲۳ لیدر برخورد کرده و آن را منفجر نمود. موشک دوم در ظاهر به هدف برخورد نکرد ولی چند ثانیه بعد کابین عقب صدقی متوجه شد که میگ در حال شیرجه رفتن با سرعت زیاد به سوی زمین است و مشخص بود که از کنترل خارج شده است. سلطان ۸ سرنگونی میگ را تأیید کرد، همراه با این گزارش که کلاهک جنگی این ایم-۵۴ زودتر یا دیرتر از موعد فعال شده و میگ-۲۳ را فلج کرده است.
دو فروند میگ-۲۳ دیگر هنوز باقی بوده و تهدیدی برای فانتوم‌ها محسوب می‌شدند. عراقی‌ها آهسته به جنوب تغییر مسیر دادند، سپس به شرق و سپس شروع کردند به کم کردن ارتفاع. آن‌ها نمی‌دانستند که از کجا و با چه چیزی مورد اصابت قرار گرفتند. صدقی و طیبی آن‌ها را روی رادار خود داشتند و منتظر فرصت برای شکار آن‌ها بودند.
با نابودی دو میگ-۲۳ خلبان دو میگ دو اشتباه بزرگ تاکتیکی کردند. نخست این که پشت به دو تامکت ایرانی که هیچ اطلاعی از آن نداشتند نمودند. دوم این که ارتفاع خود را کم کردند و خلبانان ایرانی را در موقعیت بهتری از نظر ارتفاع قرار دادند. صدقی سرعت خود را افزایش داد. او و طیبی موشک ایم-۷ئی۴ خود را برای دو میگ باقی‌مانده که اکنون فقط دوازده کیلومتر با آن‌ها فاصله داشتند تنظیم نمودند. گرچه ایم-۷ئی۴ ورژن بسیار بهبود یافتهٔ موشک اسپارو قدیمی تر که در جنگ ویتنام به کار گرفته شده بود، ولی برای کارایی مؤثر نیاز به کار گروهی خوب میان خلبان و کابین عقب داشت. چند دقیقه پیش از شلیک سیستم سی اس دی هواپیمای طیبی مشکل پیدا کرد. این سیستم برای به‌کارگیری و ردگیری موشک‌های اف-۱۴ عمل می‌کرد و از این رو طیبی قادر به شلیک موشک نبود. بدون سی اس دی سلطان ۸ برای دفاع از خود فقط تیربار در اختیار داشت.
صدقی به طیبی پیام داد که او در کنار سلطان ۹ و ۱۰ باقی بماند تا او بازگردد. صدقی سیستم هیت خود را روشن کرد تا موشک‌های سایدوایندر خود را فعال نماید. همچنین به کابین عقب خود گفت مراقب پشت سر باشد. سپس خلبان سلطان ۷ دوباره موتور را در حالت پس سوز گذاشت. هر دو میگ اکنون در ارتفاع ده هزار پایی بودند و تامکت‌ها به سرعت به آن‌ها نزدیک می‌شدند تا این که میگ‌ها در میدان برد موشک‌های ایم-۹پی تامکت قرار گرفتند. میگ‌ها از هم جدا شده و لیدر به سمت راست و دیگری به سمت چپ حرکت کرد. میگ‌ها اکنون متوجه تامکت‌ها شده بودند.
صدقی به دنبال لیدر تغییر مسیر داد و هنگامی که میگ می‌خواست ارتفاع خود را افزایش دهد نخستین سایدوایندر در فاصلهٔ کمی از میگ شلیک شد. ایم-۹ به دم هدف برخورد کرده و میگ با شعله‌های زردرنگی آتش گرفت. سپس بال میگ از بدنه جدا شده و میگ به سوی زمین شیرجه رفت. اندکی پس از این شکار کابین عقب صدقی به صدقی گفت: "یک فروند میگ پشت سر ماست و به سرعت نزدیک می‌شود. آژیر کمبود سوخت هم تا دو دقیقهٔ دیگر به صدا در می‌آید."
صدقی سرعت هواپیما را در عرض چند ثانیه از ۵۲۰ به ۱۵۰ مایل در ساعت کاهش داد و دماغه را به سوی میگ-۲۳ که با سرعت بسیار بالا از پایین او می‌گذشت پایین آورد. با عبور میگ از پایین تامکت صدقی پس سوز موتور را روشن کرده و با سرعت از پشت سر به میگ نزدیک شد تا در فاصلهُ خوبی برای شلیک آخرین سایدویندر خود قرار بگیرد. موشک شلیک شد و به دم میگ برخورد کرد و میگ آتش گرفت. خلبان عراقی چند ثانیه بعد اجکت کرد. صدقی دچار کمبود سوخت بود و می‌بایست هر چه زودتر به سوی تانکرها بازگردد و همین کار را هم کرد. همهٔ گروه از جمله فانتوم‌ها، تامکت‌ها و تانکرها به سلامت خاک عراق را ترک کرده و به ایران بازگشتند.

## نتایج عملیات
اف-۴هایی که موصل را بمباران کرده بودند دو فروند میگ-۲۱ و سه فروند هلیکوپتر میل می-۸ را نیز روی زمین نابود کردند. دست کم یک تکنیسین فرانسوی در این حمله کشته شد و یکی دیگر زخمی گردید. به همهٔ پرسنل فرانسوی دستور داده شد تا فوراً به فرانسه برگردند. چهار فروند میگ-۲۳ سرنگون گردید. خلبان سه فروند از چهار فروند میگ-۲۳ای که صدقی سرنگون کرد کشته شدند. یکی از کشته شدگان سروان احمد صباح بود که در روزهای نخست جنگ دو فروند اف-۵ ایران را سرنگون کرده بود.